# Goudargues
Goudargues est une commune française située dans le nord-est du département du Gard en région Occitanie.
Exposée à un climat méditerranéen, elle est drainée par la Cèze, le Merderis et par divers autres petits cours d'eau. La commune possède un patrimoine naturel remarquable : deux sites Natura 2000 (« la Cèze et ses gorges » et les « garrigues de Lussan »), un espace protégé (« Les Concluses ») et cinq zones naturelles d'intérêt écologique, faunistique et floristique.
Goudargues est une commune rurale qui compte 1 118 habitants en 2022, après avoir connu une forte hausse de la population depuis 1975. Elle fait partie de l'aire d'attraction de Bagnols-sur-Cèze. Ses habitants sont appelés les Goudarguais ou  Goudarguaises.
Le patrimoine architectural de la commune comprend deux  immeubles protégés au titre des monuments historiques : l'église Notre-Dame-et-Saint-Michel, inscrite en 1939, et le prieuré, inscrit en 1939.
Goudargues est une ville d'eau, surnommée « la petite Venise gardoise » en référence au canal principal bordé de platanes bicentenaires qui traverse le cœur du village et à ses canaux secondaires.

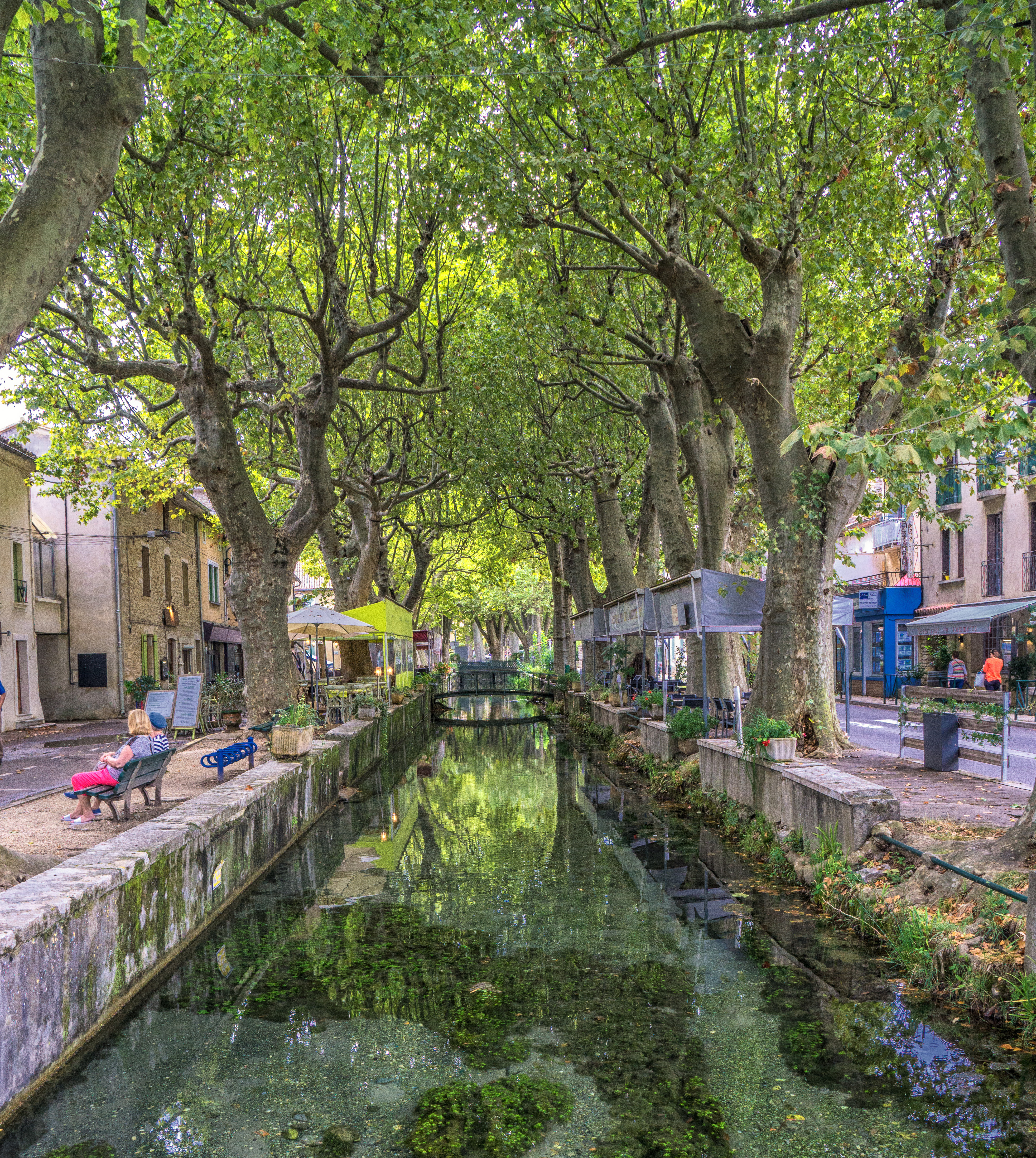
Le canal de Goudargues

## Géographie

### Localisation
Le village de Goudargues est situé au bord de la Cèze, entre Barjac et Bagnols-sur-Cèze. Elle est située au nord-est du Gard, non loin des départements de l'Ardèche et de Vaucluse.
La commune dépend administrativement du canton de Pont-Saint-Esprit et de l'arrondissement de Nîmes.
|                  | Saint-André-de-Roquepertuis |           |
| Méjannes-le-Clap | Goudargues                  | Cornillon |
| Lussan           | Verfeuil                    |           |

### Hydrographie et relief

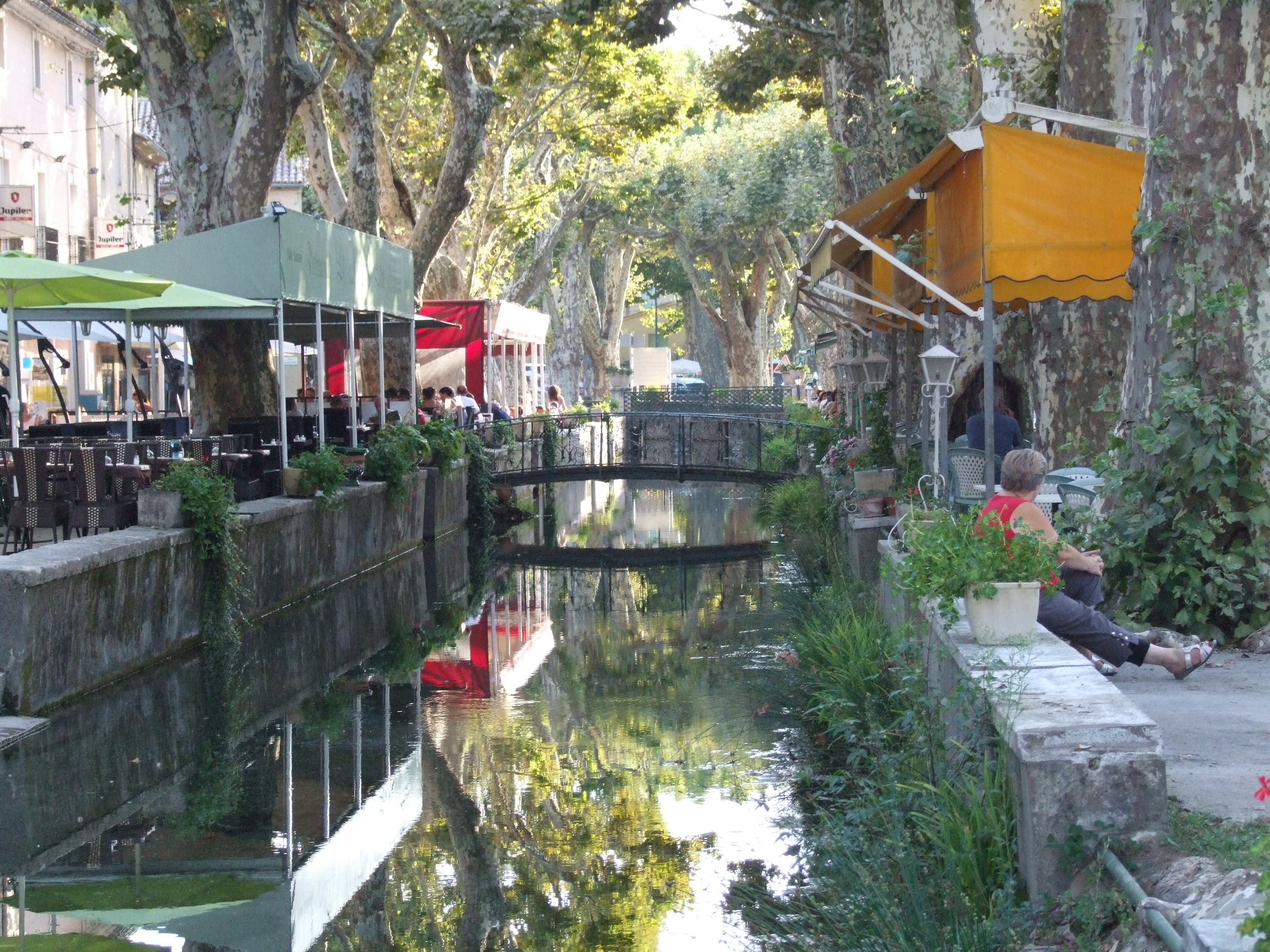
Quai de la fontaine.

La commune est traversée par la Cèze, cours d'eau qui se jette dans le Rhône près de Laudun-l'Ardoise, à 22 km au sud-est du village. Elle se trouve dans un relief de basse altitude, sur les premiers contreforts des Cévennes orientales.
Le canal central est alimenté par les eaux de la Fontaine de Goudargues, résurgence vauclusienne de l'Aiguillon, dont le débit (1400m3/h) et la température (14 °C) restent constants tout au long de l'année,.

### Climat
Pour des articles plus généraux, voir Climat de l'Occitanie et Climat du Gard.
En 2010, le climat de la commune est de type climat méditerranéen franc, selon une étude s'appuyant sur une série de données couvrant la période 1971-2000. En 2020, Météo-France publie une typologie des climats de la France métropolitaine dans laquelle la commune est exposée à un climat méditerranéen et est dans la région climatique Provence, Languedoc-Roussillon, caractérisée par une pluviométrie faible en été, un très bon ensoleillement (2 600 h/an), un été chaud (21,5 °C), un air très sec en été, sec en toutes saisons, des vents forts (fréquence de 40 à 50 % de vents > 5 m/s) et peu de brouillards.
Pour la période 1971-2000, la température annuelle moyenne est de 13,6 °C, avec une amplitude thermique annuelle de 17,5 °C. Le cumul annuel moyen de précipitations est de 877 mm, avec 6,6 jours de précipitations en janvier et 3,2 jours en juillet. Pour la période 1991-2020, la température moyenne annuelle observée sur la station météorologique la plus proche, située sur la commune de Montclus à 6 km à vol d'oiseau, est de 13,7 °C et le cumul annuel moyen de précipitations est de 951,2 mm,. Pour l'avenir, les paramètres climatiques de la commune estimés pour 2050 selon différents scénarios d'émission de gaz à effet de serre sont consultables sur un site dédié publié par Météo-France en novembre 2022.

### Milieux naturels et biodiversité

#### Espaces protégés
La protection réglementaire est le mode d’intervention le plus fort pour préserver des espaces naturels remarquables et leur biodiversité associée,.
Un  espace protégé est présent sur la commune : 
« Les Concluses », objet d'un arrêté de protection de biotope, d'une superficie de 394,5 ha.

#### Réseau Natura 2000

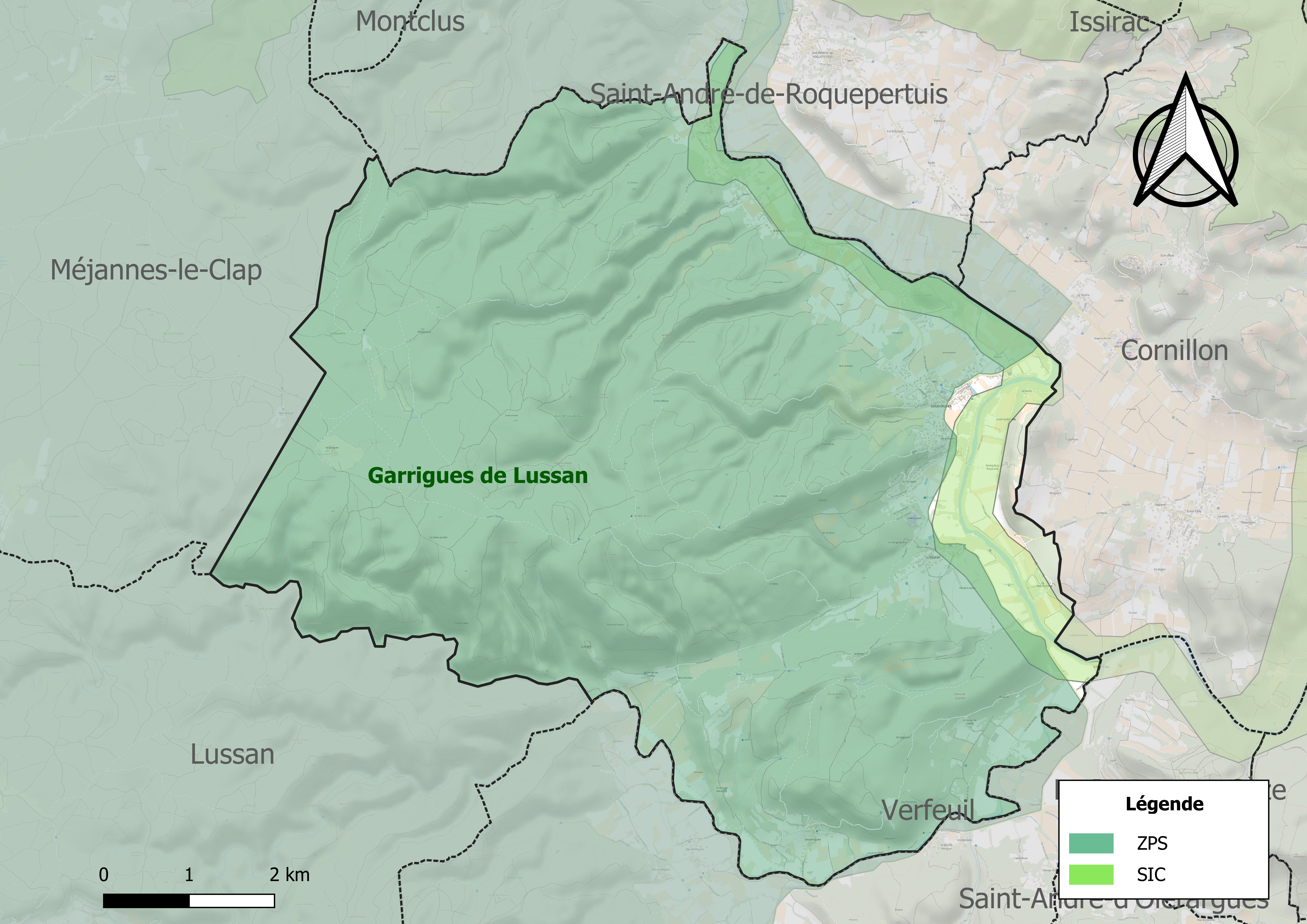
Site Natura 2000 sur le territoire communal.

Le réseau Natura 2000 est un réseau écologique européen de sites naturels d'intérêt écologique élaboré à partir des directives habitats et oiseaux, constitué de zones spéciales de conservation (ZSC) et de zones de protection spéciale (ZPS).
Un site Natura 2000 a été défini sur la commune au titre de la directive habitats :
- « la Cèze et ses gorges », d'une superficie de 3 550 ha, un territoire dont les principaux habitats naturels sont des formations méditerranéennes (Asplenion, Quercion ilicis) dans les gorges, avec notamment des descentes remarquables d'espèces montagnardes[15]

et un au titre de la directive oiseaux : 
- les « garrigues de Lussan », d'une superficie de 29 150 ha. Ce site abritait en 1999 un site de nidfication d'un couple de vautour percnoptère. Ce site constitue  un lien essentiel dans la petite population méditerranéenne résiduelle du Sud-Est de la France (comprenant une vingtaine de couples seulement), situé entre les noyaux d'Ardèche et Drôme-Isère, au nord, des gorges du Gardon, au sud, du Lubéron et des Alpilles, à l'est, du haut montpelliérais et des Gorges Tarn-Jonte[16].

#### Zones naturelles d'intérêt écologique, faunistique et floristique
L’inventaire des zones naturelles d'intérêt écologique, faunistique et floristique (ZNIEFF) a pour objectif de réaliser une couverture des zones les plus intéressantes sur le plan écologique, essentiellement dans la perspective d’améliorer la connaissance du patrimoine naturel national et de fournir aux différents décideurs un outil d’aide à la prise en compte de l’environnement dans l’aménagement du territoire.
Trois ZNIEFF de type 1 sont recensées sur la commune :
- la « combe de Frigoulet » (337 ha), couvrant 2 communes du département[18] ;
- les « ravins des Concluses et de Merdéris » (1 023 ha), couvrant 3 communes du département[19] ;
- la « rivière de la Cèze en amont de la Roque-sur-Cèze » (96 ha), couvrant 5 communes du département[20] ;

et deux ZNIEFF de type 2, : 
- le « plateau de Lussan et Massifs Boisés » (37 159 ha), couvrant 40 communes du département[21] ;
- la « vallée aval de la Cèze » (532 ha), couvrant 14 communes du département[22].

Carte des ZNIEFF de type 1 et 2 à Goudargues.
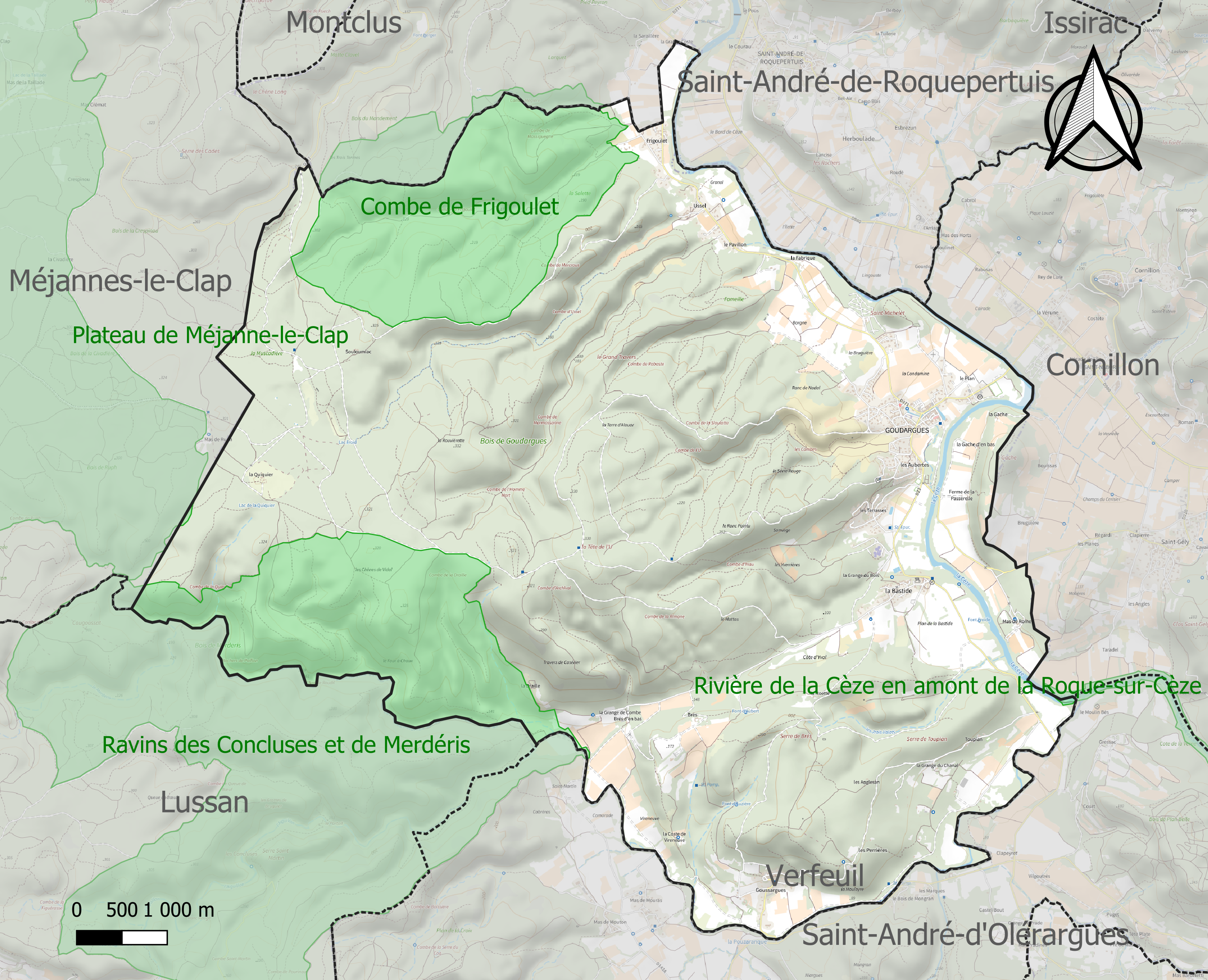
Carte des ZNIEFF de type 1 sur la commune.
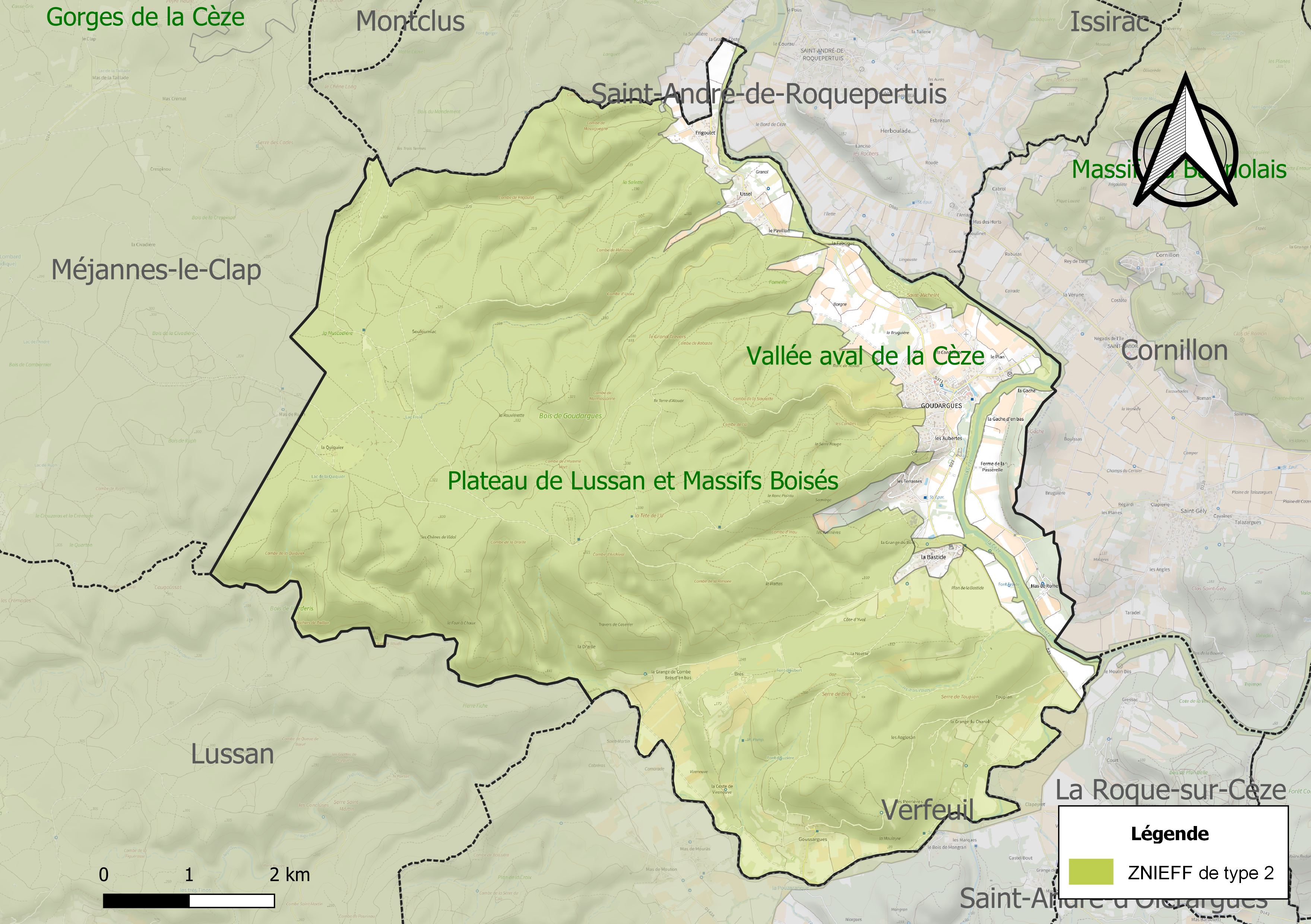
Carte des ZNIEFF de type 2 sur la commune.

## Urbanisme

### Typologie
Au 1er janvier 2024, Goudargues est catégorisée bourg rural, selon la nouvelle grille communale de densité à sept niveaux définie par l'Insee en 2022.
Elle est située hors unité urbaine. Par ailleurs la commune fait partie de l'aire d'attraction de Bagnols-sur-Cèze, dont elle est une commune de la couronne,. Cette aire, qui regroupe 30 communes, est catégorisée dans les aires de moins de 50 000 habitants,.

### Occupation des sols
L'occupation des sols de la commune, telle qu'elle ressort de la base de données européenne d’occupation biophysique des sols Corine Land Cover (CLC), est marquée par l'importance des forêts et milieux semi-naturels (80,4 % en 2018), une proportion sensiblement équivalente à celle de 1990 (80,6 %). La répartition détaillée en 2018 est la suivante : 
forêts (80,4 %), cultures permanentes (9,4 %), zones agricoles hétérogènes (8,9 %), zones urbanisées (1,3 %). L'évolution de l’occupation des sols de la commune et de ses infrastructures peut être observée sur les différentes représentations cartographiques du territoire : la carte de Cassini (XVIIIe siècle), la carte d'état-major (1820-1866) et les cartes ou photos aériennes de l'IGN pour la période actuelle (1950 à aujourd'hui).

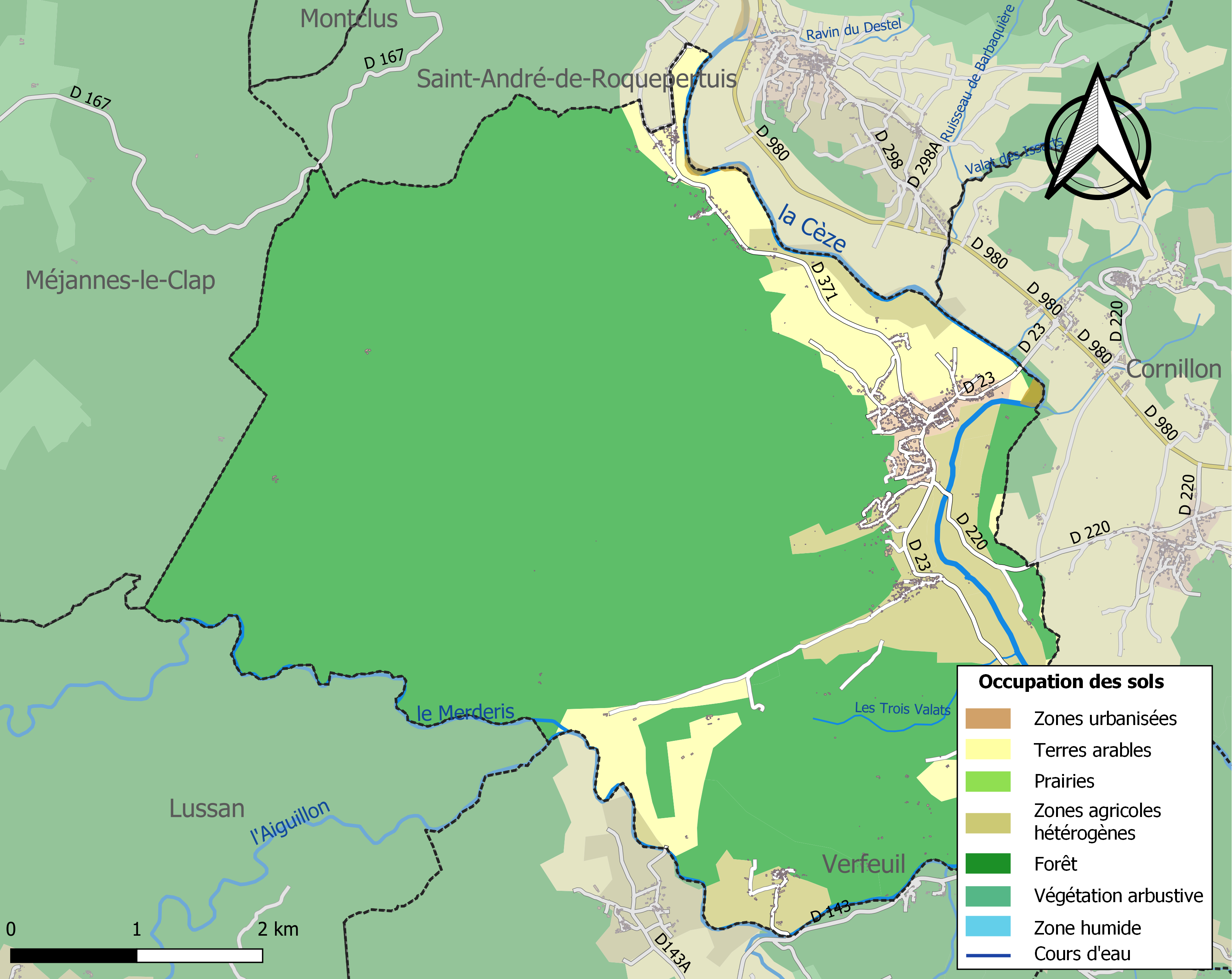
Carte des infrastructures et de l'occupation des sols de la commune en 2018 (CLC).

### Risques majeurs
Le territoire de la commune de Goudargues est vulnérable à différents aléas naturels : météorologiques (tempête, orage, neige, grand froid, canicule ou sécheresse), inondations, feux de forêts et séisme (sismicité modérée). Il est également exposé à un risque technologique, la rupture d'un barrage. Un site publié par le BRGM permet d'évaluer simplement et rapidement les risques d'un bien localisé soit par son adresse soit par le numéro de sa parcelle.

#### Risques naturels
Certaines parties du territoire communal sont susceptibles d’être affectées par le risque d’inondation par débordement de cours d'eau et par une crue torrentielle ou à montée rapide de cours d'eau, notamment la Cèze, l'Aiguillon et le Merderis. La commune a été reconnue en état de catastrophe naturelle au titre des dommages causés par les inondations et coulées de boue survenues en 1982, 1988, 1991, 1994, 1995, 1997, 1998 et 2002,.

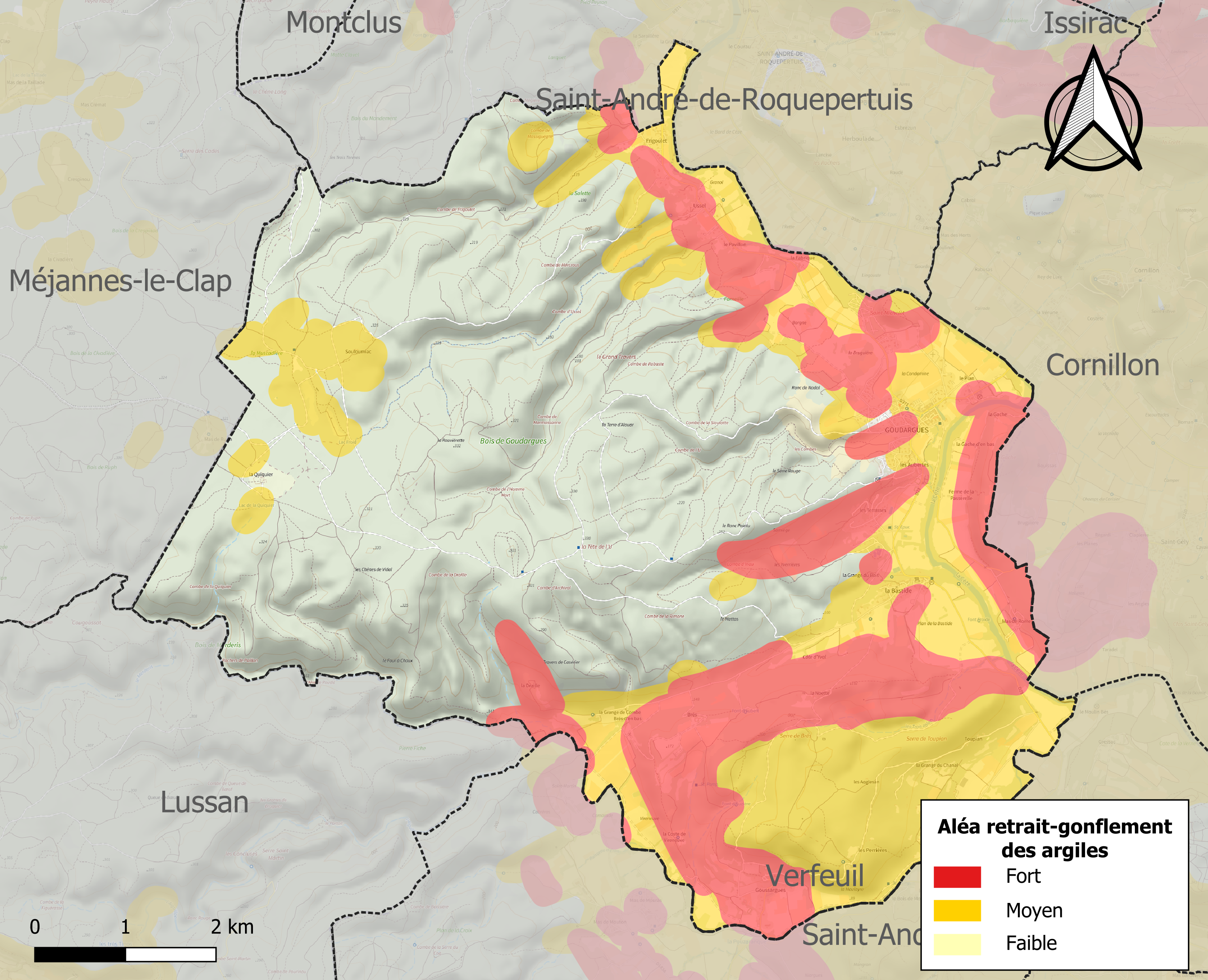
Carte des zones d'aléa retrait-gonflement des sols argileux de Goudargues.

Le retrait-gonflement des sols argileux est susceptible d'engendrer des dommages importants aux bâtiments en cas d’alternance de périodes de sécheresse et de pluie. 46,2 % de la superficie communale est en aléa moyen ou fort (67,5 % au niveau départemental et 48,5 % au niveau national). Sur les 680 bâtiments dénombrés sur la commune en 2019, 652 sont en aléa moyen ou fort, soit 96 %, à comparer aux 90 % au niveau départemental et 54 % au niveau national. Une cartographie de l'exposition du territoire national au retrait gonflement des sols argileux est disponible sur le site du BRGM,.
Par ailleurs, afin de mieux appréhender le risque d’affaissement de terrain, l'inventaire national des cavités souterraines permet de localiser celles situées sur la commune.

#### Risques technologiques
La commune est en outre située en aval du barrage de Sénéchas, un ouvrage de classe A doté d'un PPI. À ce titre elle est susceptible d’être touchée par l’onde de submersion consécutive à la rupture de cet ouvrage.

## Toponymie
Le nom officiel de la commune est Goudargues, francisation du nom occitan originel Godargues [guˈdarɣe(s)] ; concernant la prononciation occitane, localement le -s final n'est pas prononcé, mais l'est plus vers l'ouest. En français, le nom Goudargues est prononcé [gudˈargə], ou [gudarg] non-localement (français « standard » ou « parisien »).
Selon Lo Tresaur dau Felibritge, ce toponyme provient du bas latin Gordanicum, Gordanicus, Gordinicæ, qui pourrait signifier «gour d'eaux».

## Histoire

### Antiquité
Les origines de Goudargues sont peu précises. Des vestiges attestent d’une présence gallo-romaine vers le IIIe siècle. Un oppidum dominait la vallée au-dessus du village actuel, mais les premières traces archéologiques trouvées sur place datent de l'époque gallo-romaine, comme en témoignent les restes d'une riche villa découverte lors de la construction de l'école primaire de la commune. Le lieu est aujourd'hui recouvert de dalles de béton et n'a jamais été fouillé consciencieusement.
L’origine des premières canalisations de la source et de la construction du moulin remontent à cette période.

### Moyen Âge
Les origines du village remontent à la fin du VIIIe siècle : Guillaume/Guilhem d’Aquitaine y défait les Sarrasins et, en 781, fait ériger un oratoire sur la colline en l'honneur de saint Michel, dont il reste peu de vestiges.
Goudargues est mentionné en 837 — locum qui vocatur Gordanicus super fluvium Cicer — dans une charte de Louis le Débonnaire en faveur de l'abbaye d'Aniane,. L’arrivée des moines bénédictins en 800 coïncide avec le développement de Goudargues : grâce à un système de canalisation plus efficace pour irriguer les cultures et actionner le moulin à huile et à grains, le village s'enrichit. La chapelle Notre-Dame-de-Cazeneuve (aujourd'hui demeure privée) est un vestige du premier monastère.
Un second monastère, plus important, est construit au XIIe siècle, dont l'église, restaurée au XIXe siècle, et la salle capitulaire, sont les témoins,.
Au XIVe siècle, l'édifice subit le pillage des bandes de routiers, mercenaires employés dans les guerres entre le royaume de France et celui d'Angleterre.

### Époque moderne
Goudargues est le siège d'une seigneurie appartenant à la famille de Pèlegrin qui réside dans le château de la Bastide d'Orniols, hameau de Goudargues.
Les alliances des Pèlegrin de La Bastide sont les suivantes : familles de Maubuisson, d'Audibert de Lussan, de Pavée de Villevieille, de Saint-Bonnet de Toiras, de Forest de Blacons, de Gondin, de Fabrique, de La Tour du Pin, de Juge, etc.
Goudargues connut les guerres de religion au XVIe siècle et la révolte des Camisards au début du XVIIIe siècle.

### Époque contemporaine
Un moulin à huile, aujourd'hui transformé en auberge, était alimenté par l'eau du canal. Ce dernier fournissait aussi de l'électricité à quelques maisons du village.
Le moulin, dont les origines remontent à l'Antiquité gallo-romaine, cessa de tourner après le rude hiver de 1956 qui causa la perte de la majorité des oliviers.
En 2019, Goudargues participe au tournage du film de Nicolas Vanier Poly — avec entre autres Patrick Timsit, Julie Gayet et François Cluzet —, en mettant sa salle capitulaire à disposition pour le stockage des costumes. Le film, tourné dans le village voisin de Montclus, sort le 23 octobre 2020 au cinéma.

## Politique et administration

### Liste des maires
| Période                                  | Période  | Identité          | Étiquette | Qualité |
| ---------------------------------------- | -------- | ----------------- | --------- | ------- |
| 1947                                     | 1959     | Théophile Cherezy | SE        |         |
| 1959                                     | 1983     | Edmond Gay        | SE        |         |
| 1983                                     | 2008     | Edmond Taulelle   | DVD       |         |
| 2008                                     | 2014     | Martial Bonnefond | DVD       |         |
| 2014                                     | En cours | Fred Mahler       | SE        | Artisan |
| Les données manquantes sont à compléter. |          |                   |           |         |

## Population et société

### Démographie
L'évolution du nombre d'habitants est connue à travers les recensements de la population effectués dans la commune depuis 1793. Pour les communes de moins de 10 000 habitants, une enquête de recensement portant sur toute la population est réalisée tous les cinq ans, les populations de référence des années intermédiaires étant quant à elles estimées par interpolation ou extrapolation. Pour la commune, le premier recensement exhaustif entrant dans le cadre du nouveau dispositif a été réalisé en 2005.

En 2022, la commune comptait 1 118 habitants, en évolution de +1,73 % par rapport à 2016 (Gard : +2,97 %, France hors Mayotte : +2,11 %).
| 1793 | 1800 | 1806 | 1821 | 1831  | 1836  | 1841  | 1846  | 1851  |
| ---- | ---- | ---- | ---- | ----- | ----- | ----- | ----- | ----- |
| 620  | 615  | 720  | 938  | 1 113 | 1 135 | 1 232 | 1 307 | 1 346 |

| 1856  | 1861  | 1866  | 1872  | 1876  | 1881  | 1886  | 1891  | 1896 |
| ----- | ----- | ----- | ----- | ----- | ----- | ----- | ----- | ---- |
| 1 289 | 1 320 | 1 220 | 1 277 | 1 223 | 1 135 | 1 090 | 1 008 | 972  |

| 1901 | 1906 | 1911 | 1921 | 1926 | 1931 | 1936 | 1946 | 1954 |
| ---- | ---- | ---- | ---- | ---- | ---- | ---- | ---- | ---- |
| 928  | 882  | 830  | 708  | 745  | 762  | 733  | 682  | 672  |

| 1962 | 1968 | 1975 | 1982 | 1990 | 1999 | 2005 | 2006 | 2010  |
| ---- | ---- | ---- | ---- | ---- | ---- | ---- | ---- | ----- |
| 653  | 645  | 612  | 680  | 788  | 945  | 990  | 996  | 1 042 |

| 2015  | 2020  | 2022  | - | - | - | - | - | - |
| ----- | ----- | ----- | - | - | - | - | - | - |
| 1 105 | 1 108 | 1 118 | - | - | - | - | - | - |

### Manifestations culturelles et festivités
En 2008, l'association Entre Cèze & scène a organisé la première édition du festival Goud'Acoustic. L’association a été créée en novembre 2007 pour promouvoir en particulier le Folk Americana et/ou roots music. L’idée de départ a été de créer un festival, afin de partager et faire découvrir ce style de musique à un large public. Goud’Acoustic est parmi les premiers festivals à présenter ce style de musique en France.
En 2015, le festival annuel de rue et de musique «Les Goûts d'Arts Gais» est créé. En 2023, il devient le festival «La Goud'Vibe». Il a lieu le dernier week-end de juillet, à Goudargues et Cornillon.
Le Maire Fred Mahler décide en 2016 de ne plus couvrir l'apéritif géant se déroulant dans le canal lors de la fête votive, rassemblant quelque 3500 personnes, pour manque de sécurité et d'encadrement. La manifestation est donc annulée.

## Économie

### Revenus
En 2018  (données Insee publiées en septembre 2021), la commune compte 503 ménages fiscaux, regroupant 1 044 personnes. La médiane du revenu disponible par unité de consommation est de 20 490 € (20 020 € dans le département).

### Emploi
|                | 2008   | 2013   | 2018   |
| -------------- | ------ | ------ | ------ |
| Commune        | 10,9 % | 12,7 % | 11,4 % |
| Département    | 10,6 % | 12 %   | 12 %   |
| France entière | 8,3 %  | 10 %   | 10 %   |

En 2018, la population âgée de 15 à 64 ans s'élève à 651 personnes, parmi lesquelles on compte 73 % d'actifs (61,5 % ayant un emploi et 11,4 % de chômeurs) et 27 % d'inactifs,. En  2018, le taux de chômage communal (au sens du recensement) des 15-64 ans est inférieur à celui du département, mais supérieur à celui de la France, alors qu'en 2008 il était supérieur à celui du département.
La commune fait partie de la couronne de l'aire d'attraction de Bagnols-sur-Cèze, du fait qu'au moins 15 % des actifs travaillent dans le pôle,. Elle compte 262 emplois en 2018, contre 314 en 2013 et 285 en 2008. Le nombre d'actifs ayant un emploi résidant dans la commune est de 409, soit un indicateur de concentration d'emploi de 64,1 % et un taux d'activité parmi les 15 ans ou plus de 50,6 %.
Sur ces 409 actifs de 15 ans ou plus ayant un emploi, 124 travaillent dans la commune, soit 30 % des habitants. Pour se rendre au travail, 85,4 % des habitants utilisent un véhicule personnel ou de fonction à quatre roues, 1,9 % les transports en commun, 9,2 % s'y rendent en deux-roues, à vélo ou à pied et 3,4 % n'ont pas besoin de transport (travail au domicile).

### Activités hors agriculture

#### Secteurs d'activités
119 établissements sont implantés  à Goudargues au 31 décembre 2019. Le tableau ci-dessous en détaille le nombre par secteur d'activité et compare les ratios avec ceux du département,.
| Secteur d'activité                                                                                        | Commune | Commune | Département |
| Secteur d'activité                                                                                        | Nombre  | %       | %           |
| --- | ------- | ------- | ----------- |
| Ensemble                                                                                                  | 119     | 100 %   | (100 %)     |
| Industrie manufacturière, industries extractives et autres                                                | 6       | 5 %     | (7,9 %)     |
| Construction                                                                                              | 7       | 5,9 %   | (15,5 %)    |
| Commerce de gros et de détail, transports, hébergement et restauration                                    | 55      | 46,2 %  | (30 %)      |
| Information et communication                                                                              | 2       | 1,7 %   | (2,2 %)     |
| Activités financières et d'assurance                                                                      | 3       | 2,5 %   | (3 %)       |
| Activités immobilières                                                                                    | 7       | 5,9 %   | (4,1 %)     |
| Activités spécialisées, scientifiques et techniques et activités de services administratifs et de soutien | 14      | 11,8 %  | (14,9 %)    |
| Administration publique, enseignement, santé humaine et action sociale                                    | 13      | 10,9 %  | (13,5 %)    |
| Autres activités de services                                                                              | 12      | 10,1 %  | (8,8 %)     |

Le secteur du commerce de gros et de détail, des transports, de l'hébergement et de la restauration est prépondérant sur la commune puisqu'il représente 46,2 % du nombre total d'établissements de la commune (55 sur les 119 entreprises implantées  à Goudargues), contre 30 % au niveau départemental.

#### Entreprises et commerces
Les quatre entreprises ayant leur siège social sur le territoire communal qui génèrent le plus de chiffre d'affaires en 2020 sont : 
- Garage ST Christophe, entretien et réparation de véhicules automobiles légers (375 k€)
- Ceze Canoes, autres activités récréatives et de loisirs (301 k€)
- Le Venus, boulangerie et boulangerie-pâtisserie (204 k€)
- Onav, location de terrains et d'autres biens immobiliers (64 k€)

### Agriculture
|               | 1988 | 2000 | 2010 | 2020 |
| ------------- | ---- | ---- | ---- | ---- |
| Exploitations | 33   | 27   | 15   | 4    |
| SAU (ha)      | 242  | 208  | 103  | 92   |

La commune est dans les Garrigues, une petite région agricole occupant le centre du département du Gard. En 2020, l'orientation technico-économique de l'agriculture  sur la commune est la viticulture. Quatre exploitations agricoles ayant leur siège dans la commune sont dénombrées lors du recensement agricole de 2020 (33 en 1988). La superficie agricole utilisée est de 92 ha,,.

## Culture locale et patrimoine

### Édifices religieux
L'église Notre-Dame-et-Saint-Michel de Goudargues est un monument de style roman, dont la partie la plus ancienne, le chœur, date du XIIe siècle. L'édifice actuellement visible est une restauration datant de la fin du XVIIIe, début du XIXe siècle à la suite de l'effondrement du toit pendant un incendie. L'église possède des vitraux anciens ainsi que deux tours en flèches dont un clocher avec une cloche datant de 1905.
L'abside a été inscrite au titre des monuments historiques en 1939.

La «Salle capitulaire», salle  du XIIe siècle voûtée en berceau, probablement l’ancien réfectoire, est une ancienne salle de réunion des chanoines de l'église. Aujourd'hui, la salle sert de lieu d'exposition culturel et artistique.

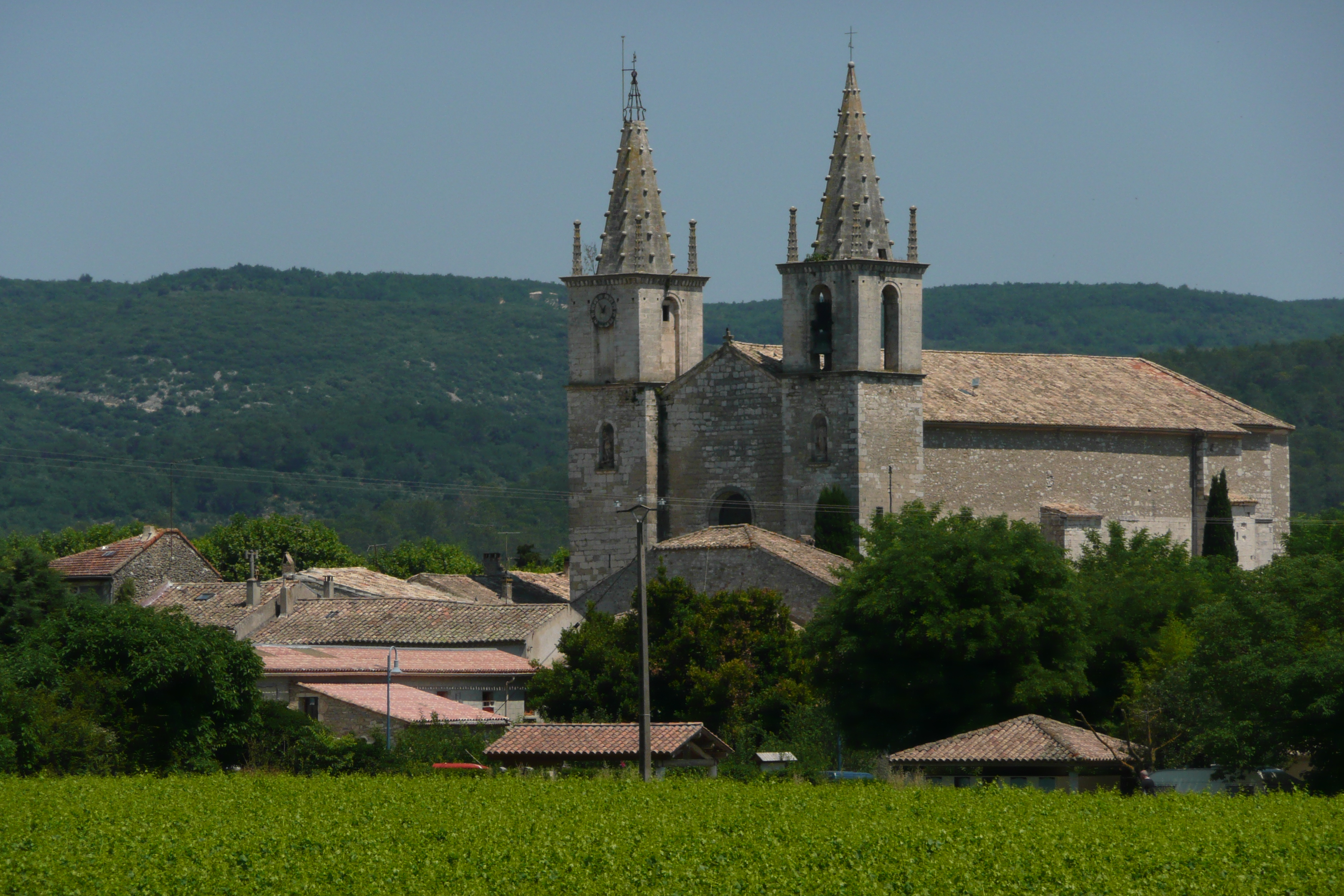
L'église abbatiale depuis les vignes
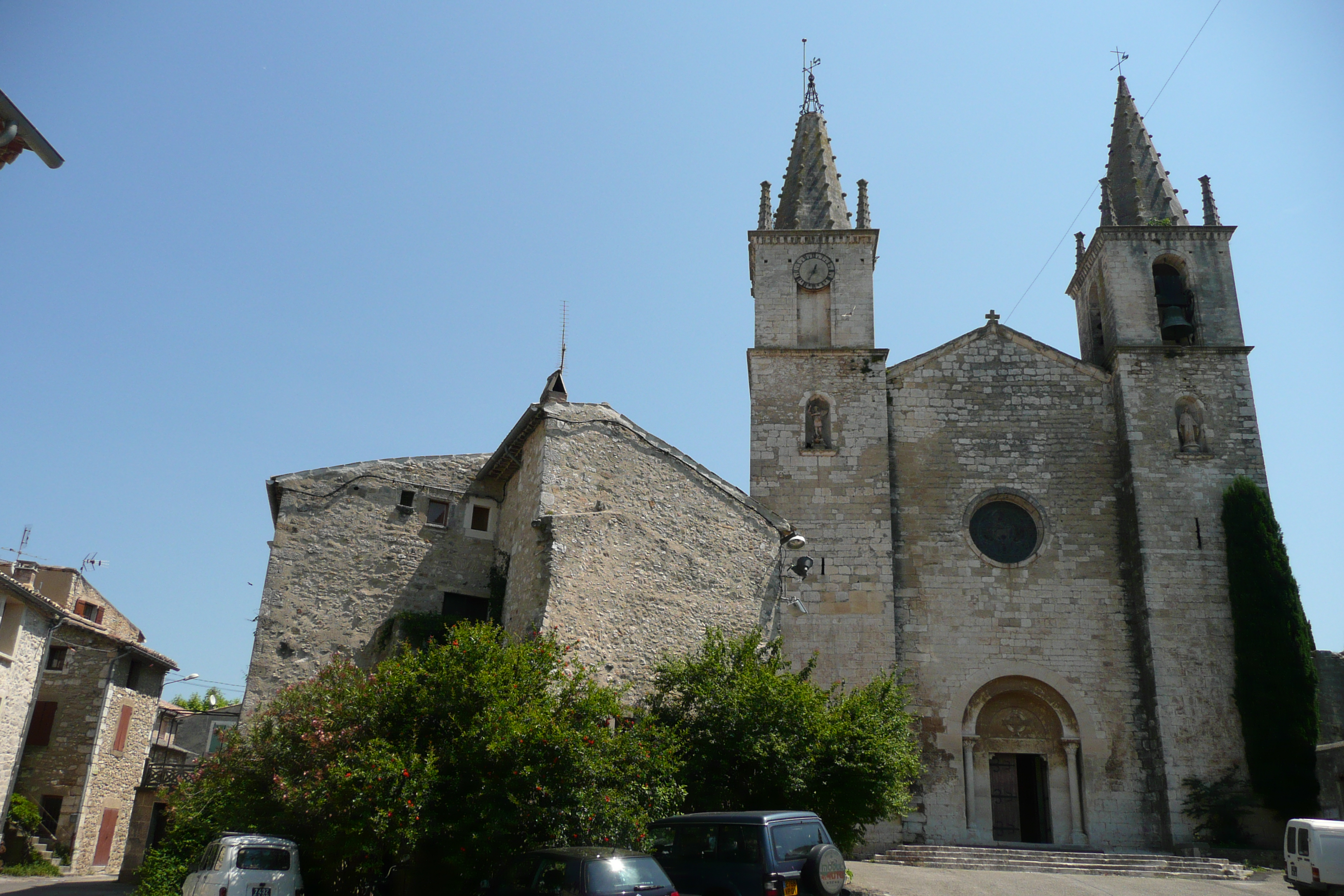
L'église abbatiale
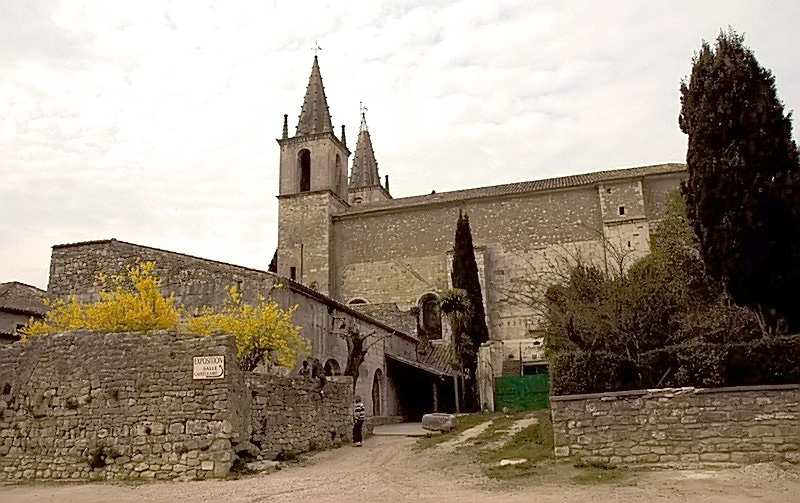
L'église flanquée à l'Est de la salle capitulaire
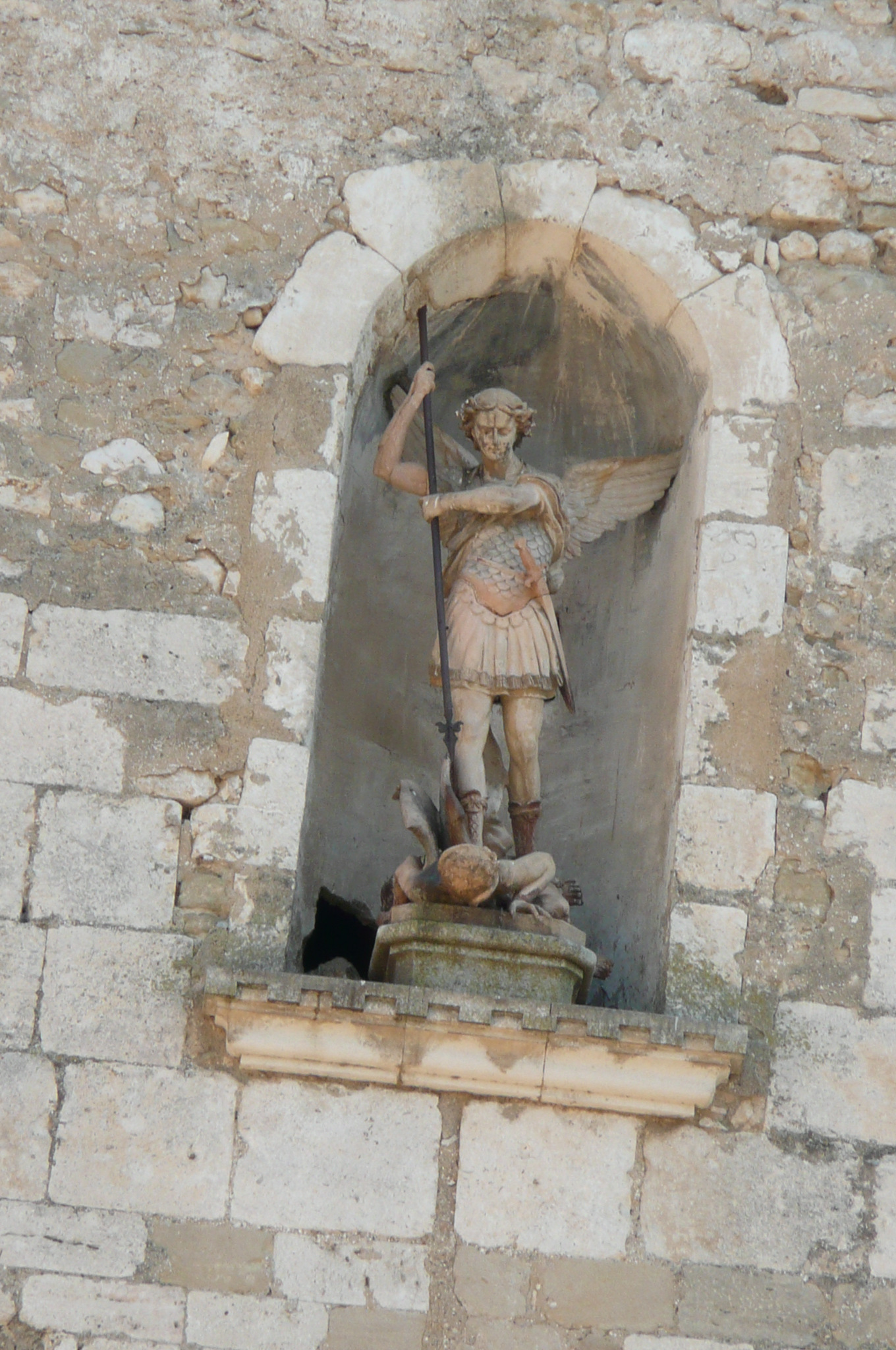
Statue de Saint Michel
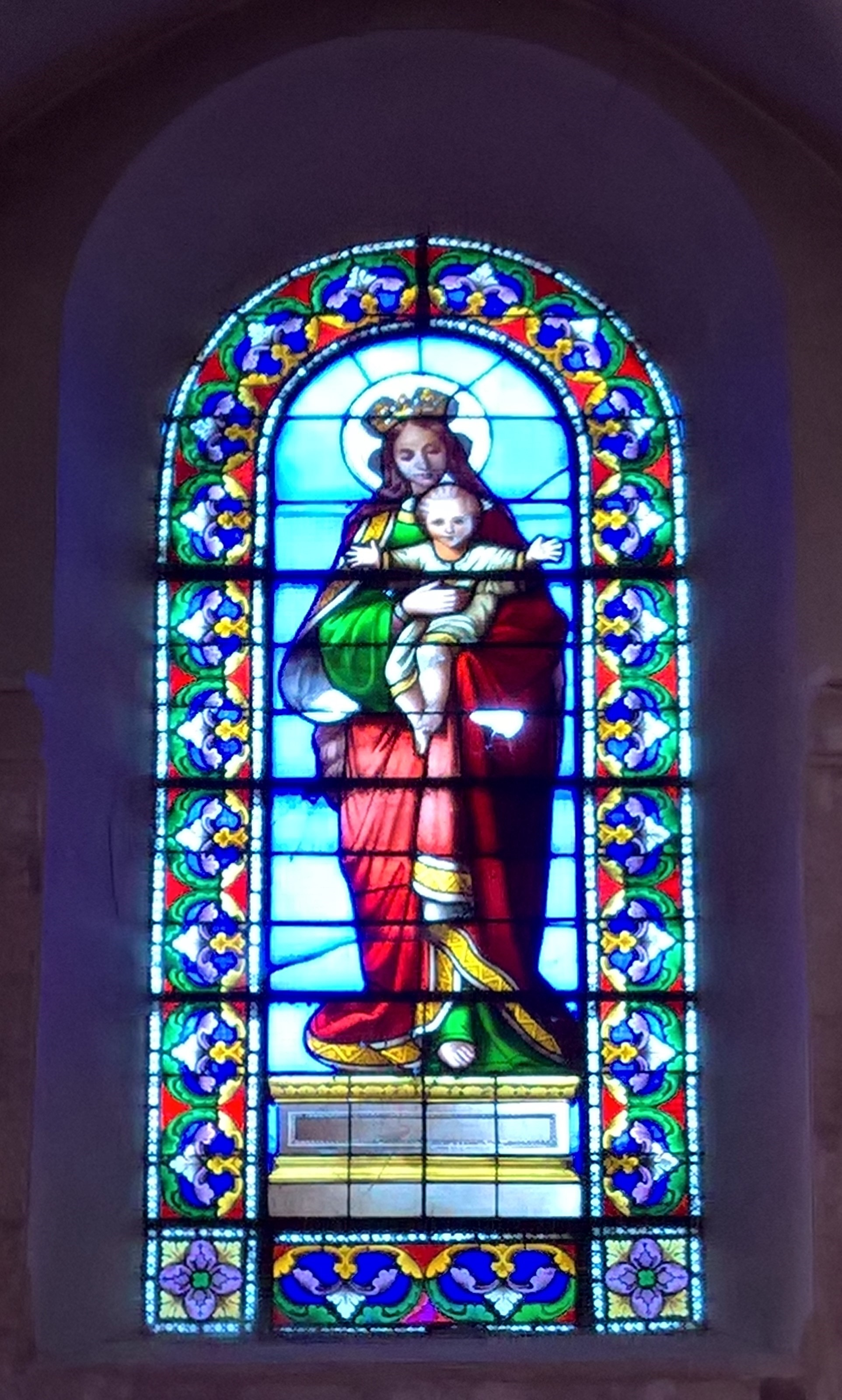
Vitrail de la Vierge à l'Enfant

### Patrimoine culturel
Le canal et ses dérivations sont alimentés par les eaux de la Fontaine de Goudargues, résurgence de l'Aiguillon. Il alimentait un moulin à huile (aujourd'hui transformé en auberge) puis a été utilisé pour la production d'électricité. Les platanes qui le bordent ont été planté en 1821.
Le moulin, dont les origines remontent à l'Antiquité gallo-romaine, cessa de tourner après le rude hiver de 1956 qui causa la perte de nombreux oliviers.
Le grand lavoir, dit «de la Grenouille», date du XIXe siècle et a été restauré en 2015. Sa sculpture emblématique est en bronze.
La fontaine-mémorial de guerre
La fontaine-bassin «du Lion»
Le terrain de pétanque, à côté du lavoir

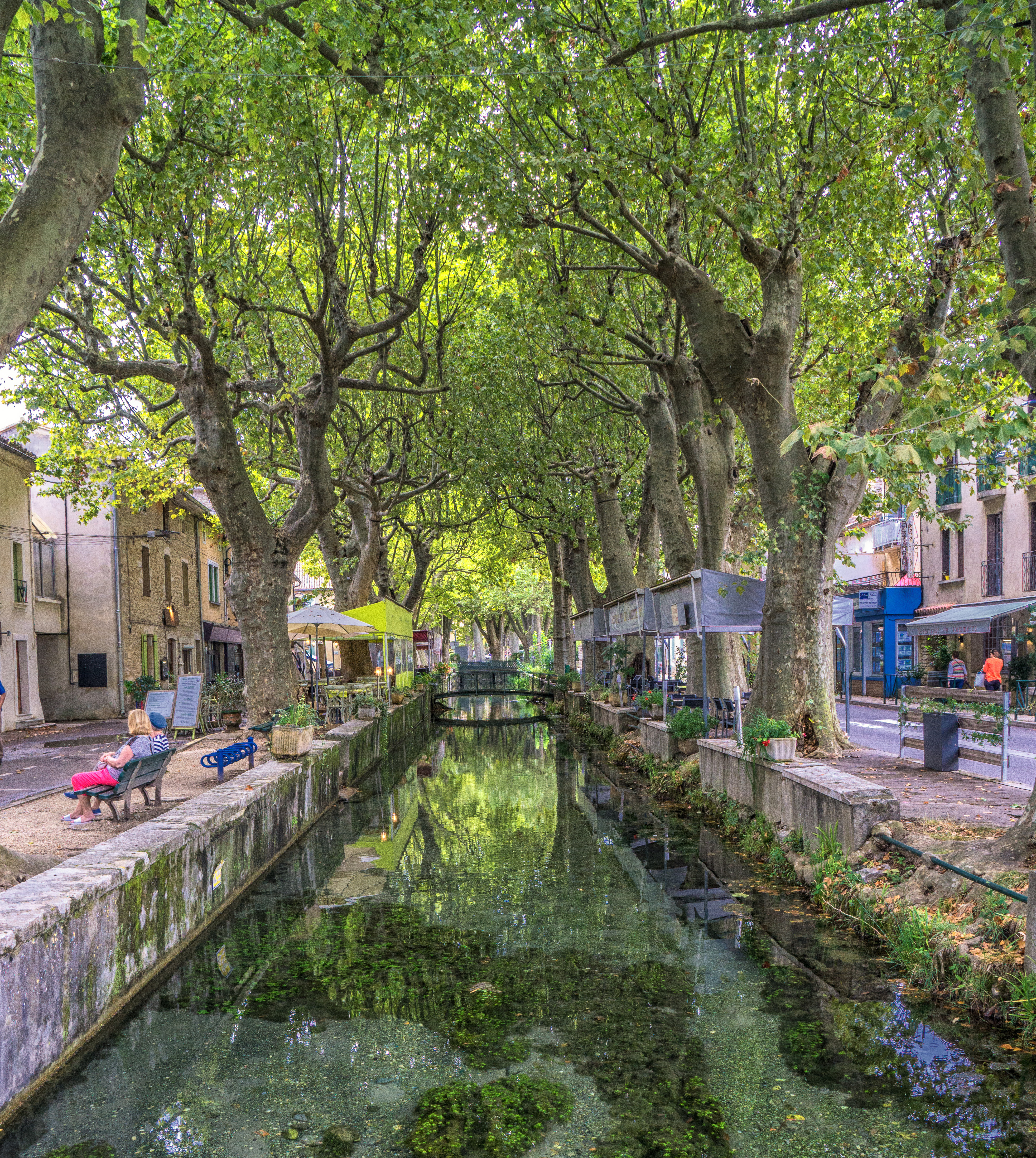
Le canal de Goudargues
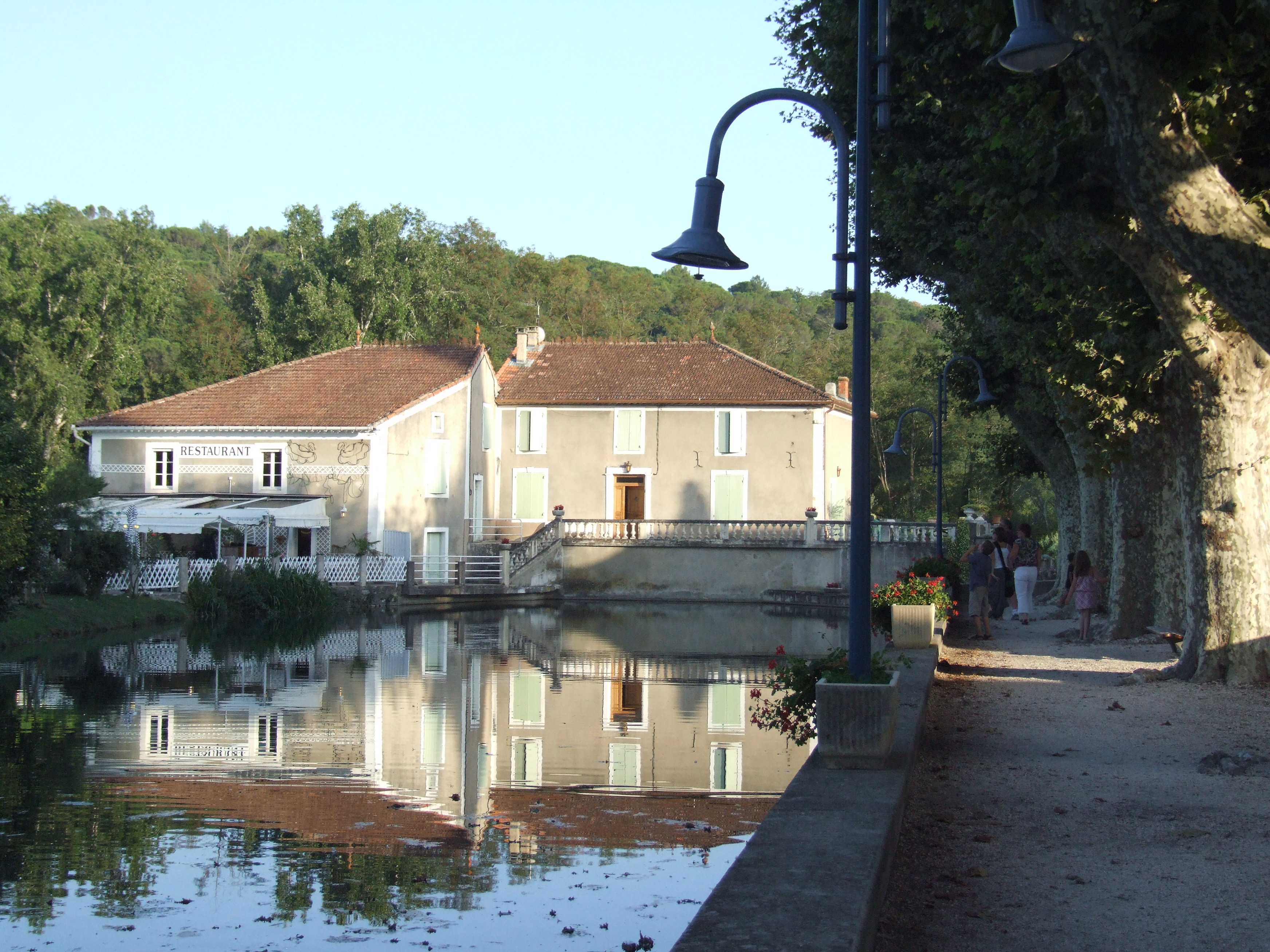
L'ancien moulin, aujourd'hui auberge
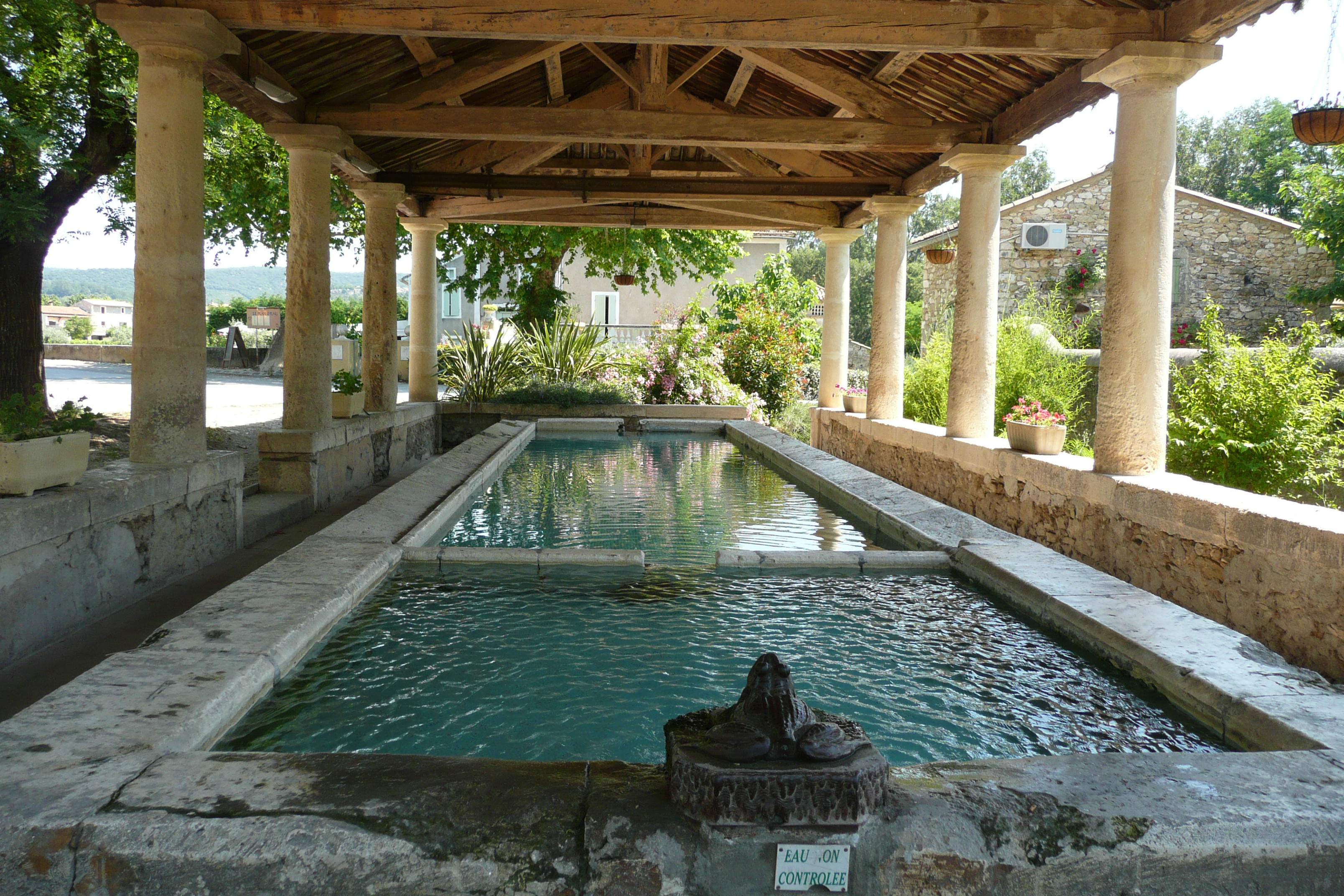
Le lavoir «de la Grenouille», restauré en 2015
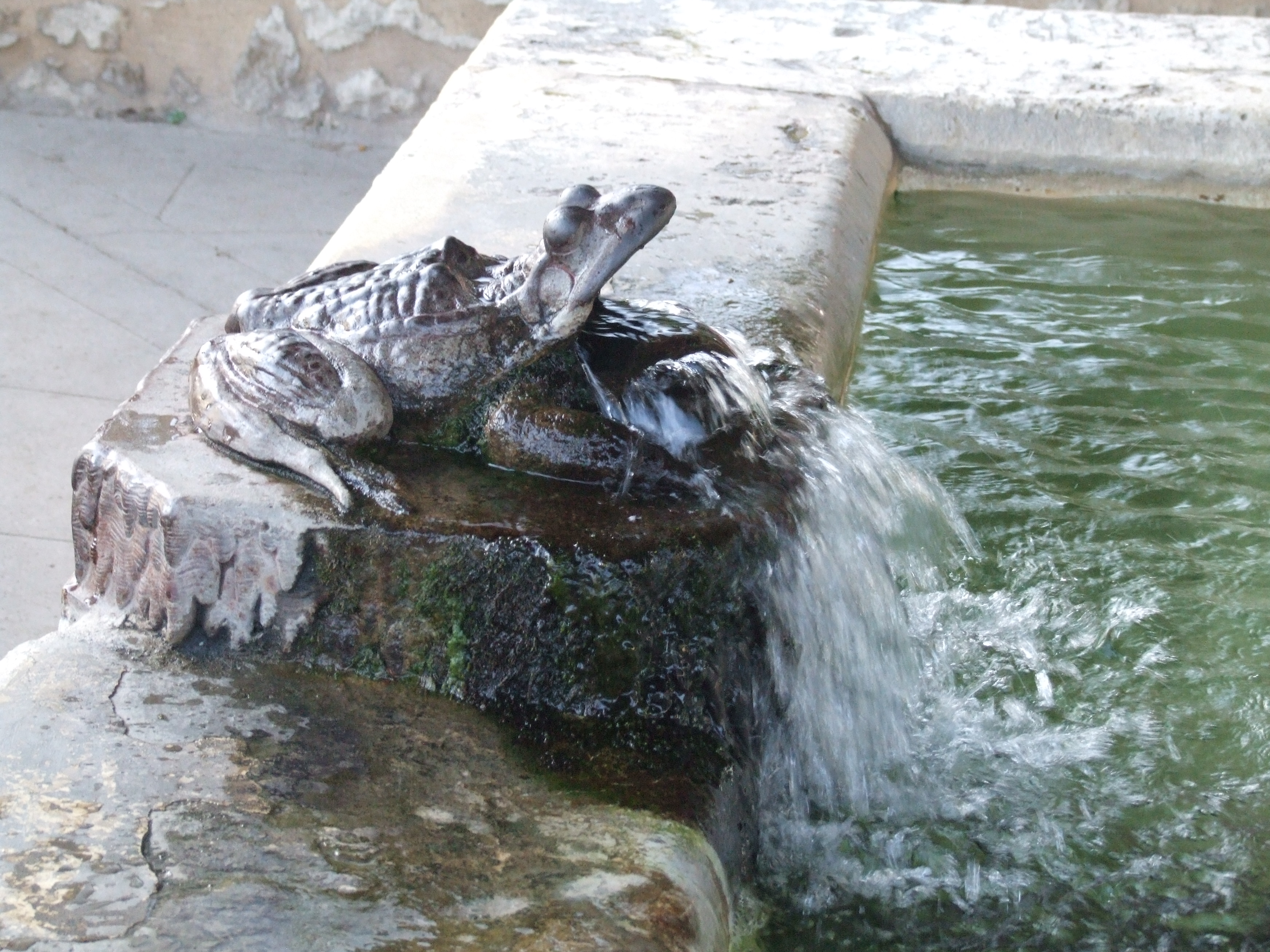
La Grenouille en bronze du lavoir
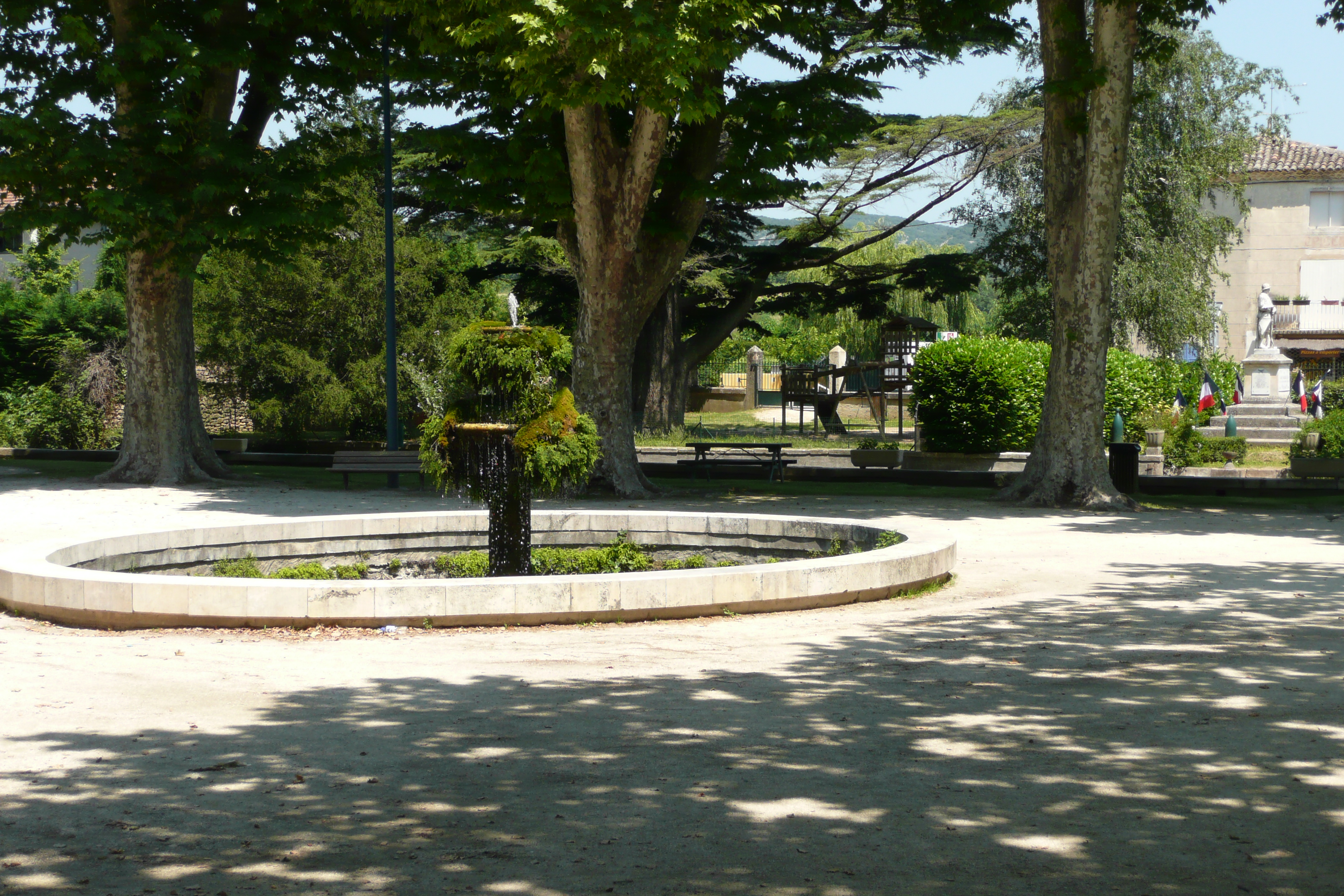
La fontaine-mémorial de Goudargues

## Héraldique
| Blason de Goudargues | Blason  | D'argent, à un pal losangé d'argent et de gueules. |
| Blason de Goudargues | Détails | Le statut officiel du blason reste à déterminer.   |

## Personnalités liées à la commune
- Claude Vernier, artiste peintre né à Goudargues en 1932. Ses tableaux sont un hymne à la nature[1].